# 소이 (레이싱 모델)
소이(1992년 4월 3일 ~ )는 대한민국의 레이싱 모델이다.

## 경력

### 에이빙모델 경력
- 2019년 - 서울모터쇼 혼다 부스 포즈모델
- 2018년 - 오토모티크위크 핸즈프라임 부스 포즈모델
- 2018년 - 지스타2018 KOG부스 포즈모델

### 레이싱모델 경력
- 2019년 - CJ 대한통운 슈퍼레이스 챔피언쉽 본부팀 전속 모델
- 2018년 - CJ 대한통운 슈퍼레이스 챔피언쉽 본부팀 전속 모델
- 2017년 - 오토플러스 메인 레이싱모델
- 2017년 - 슈퍼레이스 CJ본부팀 레이싱모델